# Toronto FC
Maillots
Actualités
Dernière mise à jour : 26 juin 2023.
Le Toronto Football Club ou simplement Toronto FC, est un club franchisé de football (soccer) situé à Toronto (Ontario, Canada) et évoluant dans la Major League Soccer.
En 2005, le groupe Maple Leaf Sports & Entertainment obtient la création d'une franchise à Toronto. En 2007, le Toronto FC est la quatorzième franchise à prendre part à la MLS, et la première installée au Canada. Il est le premier club non américain à disputer une finale de MLS en 2016, et à remporter la compétition en 2017.
Outre ces participations à la MLS, le Toronto FC dispute le championnat canadien, l'équivalent de la coupe nationale du Canada, qu'il remporte de 2009 à 2012, puis de 2016 à 2018. Son parcours le plus abouti dans une compétition internationale est une finale de la Ligue des champions de la CONCACAF 2017-2018.

## Histoire
En 2005, le groupe Maple Leaf Sports & Entertainment, qui gère déjà les deux franchises de hockey sur glace des Maple Leafs de Toronto (LNH) et des Marlies de Toronto (LAH) en plus de celle de basketball des Raptors de Toronto (NBA), obtient la création d'une franchise à Toronto. Le nom et le logo du club sont dévoilés officiellement le 11 mai 2006. Le 25 août 2006, l'Écossais Mo Johnston est nommé entraîneur.
Le club dispute sa première saison de Major League Soccer en 2007. Elle en est alors la 13e équipe à intégrer la compétition. Le 7 avril 2007, le Toronto FC joue son premier match officiel en Major League Soccer (défaite 2-0 contre le C.D. Chivas USA). Il joue son premier match à domicile trois semaines plus tard contre les Wizards de Kansas City. Le 12 mai, Danny Dichio inscrit le premier but de l'histoire du club et le Toronto FC remporte par la même occasion son 1er match de la saison (victoire de 3-1 contre le Fire de Chicago).
Le club de Toronto remporte le Championnat canadien quatre années d'affilée, en 2009, 2010, 2011 et 2012, ce qui lui permet de disputer la Ligue des champions de la CONCACAF.
En 2014 et 2015, le club investit massivement pour attirer d'Europe trois joueurs de renom en tant que « joueurs désignés » : les Américains Michael Bradley et Jozy Altidore, puis l'attaquant international italien de la Juventus Sebastian Giovinco. Avec un contrat de quatre années rémunérées 6 millions d'euros chacune, Giovinco est alors le deuxième joueur le mieux payé du championnat nord-américain derrière le Brésilien Kaka,. Il termine meilleur buteur du championnat pour sa première saison.
En 2016 le club remporte la Conférence Est de la MLS face à l'Impact de Montréal, après avoir fini 2e de la saison régulière, mais s'incline en finale du championnat face au Sounders FC de Seattle, aux tirs au but. La saison suivante, Toronto remporte la saison régulière (le MLS Supporters' Shield) avant de retrouver Seattle en finale de la MLS. Cette fois les Canadiens l'emportent (2-0). Début 2018, Toronto atteint la finale de la Ligue des champions de la CONCACAF, mais s'incline face aux Mexicains du CD Guadalajara aux tirs au but. La saison ensuite est très décevante et Giovinco quitte le club en fin d'année.
En 2019, Toronto, qui s'est qualifié avec difficultés pour les séries éliminatoires de la MLS, remporte pourtant la finale de conférence Est contre le champion en titre Atlanta United. Il retrouve une nouvelle fois Seattle en finale et s'incline pour la 2e fois en quatre ans.

## Palmarès et résultats

### Palmarès
| Compétitions nationales | Compétitions internationales                                                                                        |
| - Coupe MLS (1) - Vainqueur : 2017. - Finaliste : 2016 et 2019. - Supporters' Shield (1) - Vainqueur : 2017. - Conférence Est de la MLS (3) - Vainqueur : 2016, 2017 et 2019. - Championnat canadien (8) (record) - Champion : 2009, 2010, 2011, 2012, 2016, 2017, 2018 et 2020. - Vice-champion : 2008, 2014, 2019, 2021, 2022 et 2024. | - Ligue des champions de la CONCACAF - Finaliste : 2018. - Cinq participations. - Campeones Cup - Finaliste : 2018. |

Le club remporte également la Trillium Cup en 2011 et 2014.

### Bilan par saison
| Saison | Saison régulière | Saison régulière | Saison régulière | Saison régulière | Saison régulière | Saison régulière | Saison régulière | Position | Position | Coupe MLS    | Championnat canadien | Ligue des champions CONCACAF | Affl. moy. saison régulière | Affl. moy. séries éliminat. |
| Saison | M                | V                | N                | D                | BP               | BC               | Pts              | Conf.    | Ligue    | Coupe MLS    | Championnat canadien | Ligue des champions CONCACAF | Affl. moy. saison régulière | Affl. moy. séries éliminat. |
| ------ | ---------------- | ---------------- | ---------------- | ---------------- | ---------------- | ---------------- | ---------------- | -------- | -------- | ------------ | -------------------- | ---------------------------- | --------------------------- | --------------------------- |
| 2007   | 30               | 6                | 7                | 17               | 25               | 49               | 25               | 7e/7     | 13e/13   | Non qualifié | -                    | Non qualifié                 | 20 134                      | N/Q                         |
| 2008   | 30               | 9                | 8                | 13               | 34               | 43               | 35               | 7e/7     | 12e/14   | Non qualifié | Finaliste            | Non qualifié                 | 20 108                      | N/Q                         |
| 2009   | 30               | 10               | 9                | 11               | 37               | 46               | 39               | 5e/7     | 12e/15   | Non qualifié | Champion             | Tour préliminaire            | 20 344                      | N/Q                         |
| 2010   | 30               | 9                | 8                | 13               | 33               | 41               | 35               | 6e/8     | 11e/16   | Non qualifié | Champion             | Phase de groupes             | 20 453                      | N/Q                         |
| 2011   | 34               | 6                | 15               | 13               | 36               | 59               | 33               | 8e/9     | 16e/18   | Non qualifié | Champion             | Non qualifié                 | 20 267                      | N/Q                         |
| 2012   | 34               | 5                | 8                | 21               | 36               | 62               | 23               | 10e/10   | 19e/19   | Non qualifié | Champion             | Demi-finale Phase de groupes | 18 681                      | N/Q                         |
| 2013   | 34               | 6                | 11               | 17               | 30               | 47               | 29               | 9e/10    | 17e/19   | Non qualifié | Demi-finale          | Non qualifié                 | 18 131                      | N/Q                         |
| 2014   | 34               | 11               | 8                | 15               | 44               | 54               | 41               | 7e/10    | 13e/19   | Non qualifié | Finaliste            | Non qualifié                 | 22 086                      | N/Q                         |
| 2015   | 34               | 15               | 4                | 15               | 58               | 58               | 49               | 6e/10    | 12e/20   | Premier tour | Demi-finale          | Non qualifié                 | 23 451                      | N/A                         |
| 2016   | 34               | 14               | 11               | 9                | 51               | 39               | 53               | 3e/10    | 5e/20    | Finale       | Champion             | Non qualifié                 | 26 583                      | 30 506                      |
| 2017   | 34               | 20               | 9                | 5                | 74               | 37               | 69               | 1er/11   | 1er/22   | Champion     | Champion             | Non qualifié                 | 27 647                      | 30 317                      |
| 2018   | 34               | 10               | 6                | 18               | 59               | 64               | 36               | 9e/11    | 19e/23   | Non qualifié | Champion             | Finale                       | 26 628                      | N/Q                         |
| 2019   | 34               | 13               | 11               | 10               | 57               | 52               | 50               | 4e/12    | 9e/24    | Finale       | Finale               | Huitièmes de finale          | 25 048                      | 25 331                      |
| 2020   | 23               | 13               | 5                | 5                | 33               | 26               | 44               | 2e/14    | 2e/26    | Premier tour | Champion             | Non qualifié                 | N/A                         | N/A                         |
| 2021   | 34               | 6                | 10               | 18               | 39               | 66               | 28               | 13e/14   | 26e/27   | Non qualifié | Finale               | Quart de finale              | 5 468                       | N/Q                         |
| 2022   | 34               | 9                | 7                | 18               | 49               | 66               | 34               | 13e/14   | 27e/28   | Non qualifié | Finale               | Non qualifié                 |                             | N/Q                         |
| Total  | 517              | 162              | 199              | 156              | 695              | 809              | 623              |          |          |              |                      |                              |                             |                             |

#### Meilleurs buteurs par saison
| Saison | Meilleurs buteurs | Meilleurs buteurs |
| Saison | Joueurs           | Buts              |
| ------ | ----------------- | ----------------- |
| 2007   | Danny Dichio      | 6                 |
| 2008   | Rohan Ricketts    | 6                 |
| 2009   | Dwayne De Rosario | 14                |
| 2010   | Dwayne De Rosario | 17                |
| 2011   | Danny Koevermans  | 10                |
| 2012   | Ryan Johnson      | 12                |
| 2013   | Robert Earnshaw   | 8                 |

| Saison | Meilleurs buteurs  | Meilleurs buteurs |
| Saison | Joueurs            | Buts              |
| ------ | ------------------ | ----------------- |
| 2014   | Jermain Defoe      | 12                |
| 2015   | Sebastian Giovinco | 23                |
| 2016   | Sebastian Giovinco | 22                |
| 2017   | Sebastian Giovinco | 20                |
| 2018   | Sebastian Giovinco | 18                |

| Saison | Meilleurs buteurs | Meilleurs buteurs |
| Saison | Joueurs           | Buts              |
| ------ | ----------------- | ----------------- |
| 2019   | Alejandro Pozuelo | 14                |
| 2020   | Alejandro Pozuelo | 9                 |
| 2020   | Ayo Akinola       | 9                 |
| 2021   | Jonathan Osorio   | 6                 |
| 2022   | Jesús Jiménez     | 10                |

## Joueurs et personnalités du club

### Entraîneurs
Le tableau suivant présente la liste des entraîneurs du club depuis 2007.
| Rang | Entraîneur                   | Nationalité      | Début             | Fin               | Matchs | Victoires | Nuls | Défaites | % victoires | Palmarès                                                                                    |
| ---- | ---------------------------- | ---------------- | ----------------- | ----------------- | ------ | --------- | ---- | -------- | ----------- | ------------------------------------------------------------------------------------------- |
| 1    | Mo Johnston                  | Écosse           | 22 août 2006      | 1er février 2008  | 30     | 6         | 7    | 17       | 20%         |                                                                                             |
| 2    | John Carver                  | Angleterre       | 1er février 2008  | 25 avril 2009     | 40     | 12        | 12   | 16       | 30%         |                                                                                             |
| 3    | Chris Cummins (en) (intérim) | Angleterre       | 29 avril 2009     | 24 octobre 2009   | 29     | 10        | 8    | 11       | 34.48%      | 1x Championnat canadien (2009)                                                              |
| 4    | Preki                        | États-Unis       | 19 novembre 2009  | 14 septembre 2010 | 32     | 11        | 10   | 11       | 34.38%      | 1x Championnat canadien (2010)                                                              |
| 5    | Nick Dasovic (intérim)       | Canada           | 14 septembre 2010 | 6 janvier 2011    | 10     | 3         | 3    | 4        | 30%         |                                                                                             |
| 6    | Aron Winter                  | Pays-Bas         | 6 janvier 2011    | 7 juin 2012       | 64     | 18        | 21   | 25       | 28.13%      | 2x Championnat canadien (2011, 2012)                                                        |
| 7    | Paul Mariner                 | Angleterre       | 7 juin 2012       | 7 janvier 2013    | 28     | 6         | 8    | 14       | 21.43 %     |                                                                                             |
| 8    | Ryan Nelsen                  | Nouvelle-Zélande | 7 janvier 2013    | 31 août 2014      | 64     | 17        | 18   | 29       | 26.56 %     |                                                                                             |
| 9    | Greg Vanney                  | États-Unis       | 31 août 2014      | 1er décembre 2020 | 250    | 112       | 56   | 82       | 44.8 %      | 1x Coupe MLS (2017) 1x Supporters' Shield (2017) 3x Championnat canadien (2016, 2017, 2018) |
| 10   | Chris Armas                  | États-Unis       | 13 janvier 2021   | 4 juillet 2021    | 15     | 2         | 3    | 10       | 13.3 %      |                                                                                             |
| 11   | Javier Pérez (en) (intérim)  | Espagne          | 4 juillet 2021,   | 23 novembre 2021  | 26     | 7         | 8    | 11       | 26.92 %     |                                                                                             |
| 12   | Bob Bradley                  | États-Unis       | 24 novembre 2021  | 26 juin 2023      | 59     | 14        | 19   | 26       | 23.73 %     | 1x Championnat canadien (2020)                                                              |
| 13   | Terry Dunfield (intérim)     | Canada           | 26 juin 2023      | 1er octobre 2023  | 8      | 0         | 0    | 8        | 0 %         |                                                                                             |
| 14   | John Herdman                 | Angleterre       | 1er octobre 2023  | 30 novembre 2024  | 0      | 0         | 0    | 0        | %           |                                                                                             |

### Effectif actuel (2025)

#### Joueurs prêtés
Le tableau suivant liste les joueurs en prêt pour la saison 2023.
| \| N° \| P. \| Nat. \| Nom \| Date de naissance \| Sélection \| Club en prêt \| \| \| 51 \| D \| \| Adam Pearlman \| 05/04/2005 (20 ans) \| Canada -20 ans \| HFX Wanderers \| \| \| 18 \| A \| \| Hugo Mbongue (HGP) \| 27/07/2004 (21 ans) \| Canada -20 ans \| Lexington SC \| \| \| 38 \| A \| \| Charlie Sharp \| 23/06/2001 (24 ans) \| – \| Tampa Bay Rowdies \| \| |    |                        |                    |                     |                |                   |  |
| N° | P. | Nat.                   | Nom                | Date de naissance   | Sélection      | Club en prêt      |  |
| 51 | D  | Drapeau du Canada      | Adam Pearlman      | 05/04/2005 (20 ans) | Canada -20 ans | HFX Wanderers     |  |
| 18 | A  | Drapeau du Canada      | Hugo Mbongue (HGP) | 27/07/2004 (21 ans) | Canada -20 ans | Lexington SC      |  |
| 38 | A  | Drapeau des États-Unis | Charlie Sharp      | 23/06/2001 (24 ans) | –              | Tampa Bay Rowdies |  |

| N° | P. | Nat.                   | Nom                | Date de naissance   | Sélection      | Club en prêt      |  |
| 51 | D  | Drapeau du Canada      | Adam Pearlman      | 05/04/2005 (20 ans) | Canada -20 ans | HFX Wanderers     |  |
| 18 | A  | Drapeau du Canada      | Hugo Mbongue (HGP) | 27/07/2004 (21 ans) | Canada -20 ans | Lexington SC      |  |
| 38 | A  | Drapeau des États-Unis | Charlie Sharp      | 23/06/2001 (24 ans) | –              | Tampa Bay Rowdies |  |

## Stade

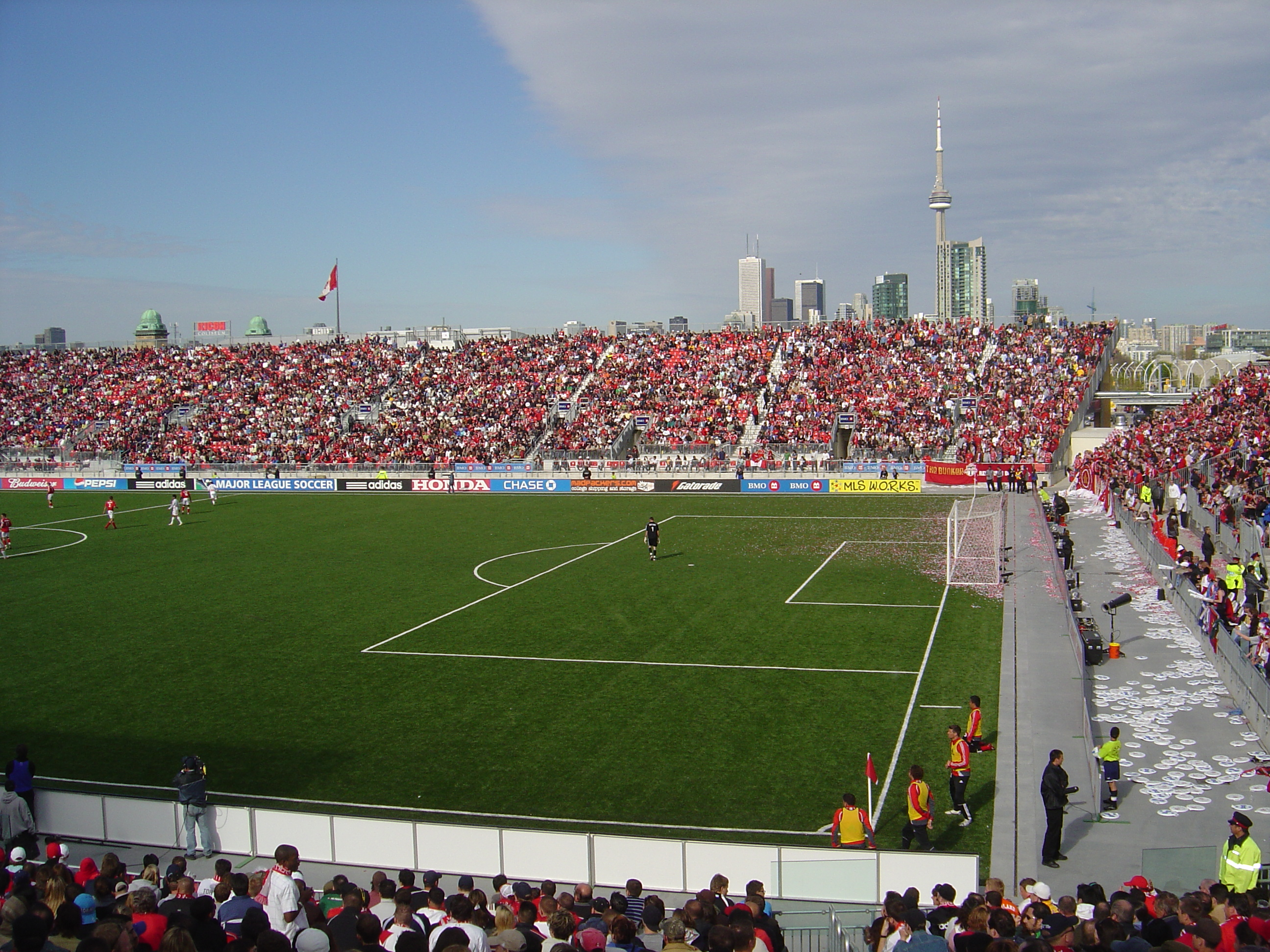
Le BMO Field dans sa première version, en 2007, pendant un match du Toronto FC.

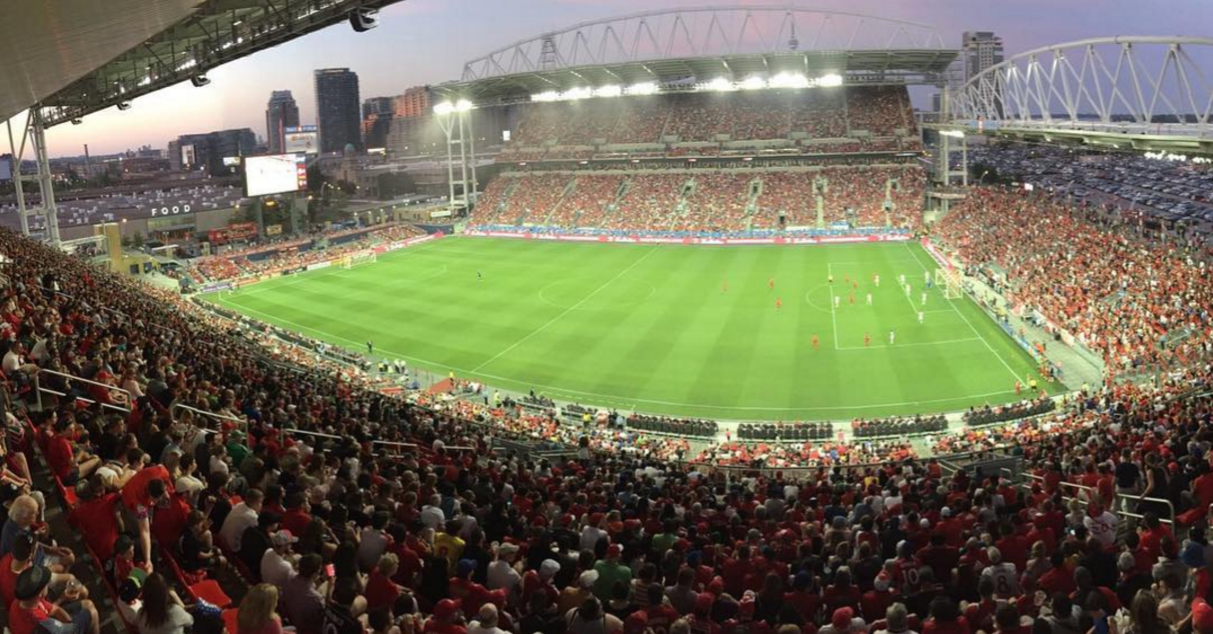
Le même stade en 2016.

Depuis 2007, le club est résident du BMO Field, situé à Toronto. La construction initiale du stade a été achevée en 2007, date à laquelle le Toronto FC a fait ses débuts dans le championnat nord-américain. 
Entre 2014 et 2015 des travaux sont réalisés pour porter sa capacité de 20 500 à 30 000 places avec l'ajout d'un étage supérieur sur une tribune latérale.

## Propriété
Toronto FC est exploité par Maple Leaf Sports & Entertainment (MLSE), qui gère également les Maple Leafs de Toronto de la Ligue nationale de hockey (et les Marlies de Toronto de la Ligue américaine de hockey par extension), les Raptors de Toronto de la National Basketball Association (et les Raptors 905 de la NBA G League par extension), les Argonauts de Toronto de la Ligue canadienne de football, et Toronto FC II de la MLS Next Pro. MLSE possède et exploite également des entreprises sportives telles que Leafs Nation Network et NBA TV Canada.
L'entreprise est également impliquée dans l'immobilier et la gestion immobilière, possédant des lieux sportifs tels que la Scotiabank Arena dans le centre-ville de Toronto et étant partenaire dans le développement du quartier voisin Maple Leaf Square. Les partenaires de Maple Leaf Sports & Entertainment sont Larry Tanenbaum et les médias rivaux Rogers Communications et Bell Media; Rogers et Bell possèdent chacun des principales chaînes de télévision sportives en anglais au Canada (Sportsnet et TSN, respectivement).

## Culture du club

### Supporters

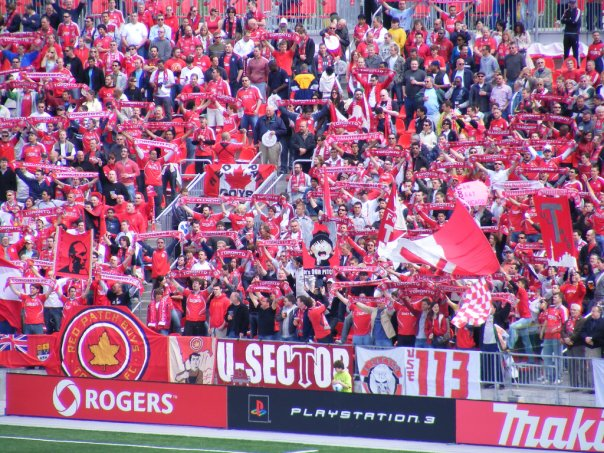
Les supporters célèbrent lors d'un match du Toronto FC pendant la saison inaugurale du club en 2007

Les premières saisons du Toronto FC ont vu les supporters établir la norme en matière de soutien aux équipes de la MLS, épuisant les billets lors de ses trois premières saisons. Qualifié de franchise modèle hors du terrain par le commissaire de la MLS Don Garber, l'équipe a été créditée pour avoir lancé la "MLS 2.0" en adoptant la culture des supporters,. Le manque de succès sur le terrain a suscité de la frustration parmi les supporters, entraînant des manifestations de mécontentement contre la direction. En réponse, MLSE a reconnu le manque de qualité sur le produit sur le terrain, en baissant les prix des billets en 2013 au niveau de 2007. À la suite d'un regain d'intérêt pour l'équipe grâce aux signatures majeures des joueurs désignés Jermain Defoe et Michael Bradley, l'équipe a limité les abonnements saisonniers à 17 000 pour la saison 2014.

### Mascotte
Bitchy le Faucon est une femelle Autour de Harris employée par le personnel de fauconnerie du BMO Field pour se percher au sommet du terrain afin de dissuader les goélands. Originellement amenée à travailler en 2007 pour empêcher les goélands d'attaquer les clients, le faucon est devenu une figure incontournable du BMO Field. Elle a également été employée au Molson Canadian Amphitheatre (rebaptisé Scène Budweiser en 2018 en raison d'un changement de droits de dénomination entre les brasseries multinationales) à l'Ontario Place au sud pour empêcher les goélands d'attaquer les spectateurs de concert depuis les années 1990. Bien qu'aucune déclaration officielle n'ait été faite par le club à son sujet, les fans et les médias la considèrent comme la mascotte de l'équipe.

## Rivalités
Depuis que l'Impact de Montréal a rejoint Toronto en Major League Soccer, la rivalité entre les deux clubs est plus grande que jamais. Montréal et Toronto possèdent déjà une bonne base de partisans ultras opposés les uns aux autres lors des matchs du Championnat canadien Nutrilite.
Le club entretient également une rivalité avec les Whitecaps de Vancouver, autre club canadien, moins marquée cependant qu'avec Montréal car Vancouver joue dans la Conférence Ouest.

## Toronto FC II
Actualités
Dernière mise à jour : 13 novembre 2022.
Basé à Toronto en Ontario, le Toronto FC II évolue en MLS Next Pro, le troisième niveau dans la hiérarchie nord-américaine. L'équipe est annoncée le 20 novembre 2014 comme l'équipe réserve du Toronto FC.

### Histoire
La création de la franchise est officialisée le 20 novembre 2014 et doit faire ses débuts lors de la saison 2015 de USL. La nouvelle équipe évolue au Ontario Soccer Centre de Vaughan. Lors de l'annonce de l'officialisation de la franchise, Jason Bent est intronisé entraîneur-chef de la nouvelle formation.
Le Toronto FC II joue sa rencontre inaugurale le 21 mars 2015 et est défait par la marque de 3-2 par le Charleston Battery, le premier but torontois étant inscrit par Jordan Hamilton.
Le 2e juillet 2018, le Toronto FC a annoncé que le Toronto FC II deviendra un membre-fondateur de la Division III de la USL, dont les compétitions commenceront en 2019.

### Stades
Au cours de la saison 2022, le Toronto FC II joue ses parties à domicile au Stade York Lions.

### Bilan par saison
| Saison | Niv. | Ligue | Saison régulière                                  | Saison régulière                                  | Saison régulière                                  | Saison régulière                                  | Saison régulière                                  | Saison régulière                                  | Saison régulière                                  | Position                                          | Position                                          | Séries                                            |
| Saison | Niv. | Ligue | M                                                 | V                                                 | N                                                 | D                                                 | BP                                                | BC                                                | Pts                                               | Conf.                                             | Ligue                                             | Séries                                            |
| ------ | ---- | ----- | ------------------------------------------------- | ------------------------------------------------- | ------------------------------------------------- | ------------------------------------------------- | ------------------------------------------------- | ------------------------------------------------- | ------------------------------------------------- | ------------------------------------------------- | ------------------------------------------------- | ------------------------------------------------- |
| 2015   | 3    | USL   | 28                                                | 6                                                 | 5                                                 | 17                                                | 26                                                | 52                                                | 23                                                | 11e/12                                            | 23e/24                                            | Non qualifié                                      |
| 2016   | 3    | USL   | 30                                                | 7                                                 | 5                                                 | 18                                                | 36                                                | 58                                                | 26                                                | 12e/14                                            | 26e/29                                            | Non qualifié                                      |
| 2017   | 2    | USL   | 32                                                | 6                                                 | 7                                                 | 19                                                | 27                                                | 54                                                | 25                                                | 15e/15                                            | 28e/30                                            | Non qualifié                                      |
| 2018   | 2    | USL   | 34                                                | 4                                                 | 6                                                 | 24                                                | 42                                                | 77                                                | 18                                                | 16e/16                                            | 33e/33                                            | Non qualifié                                      |
| 2019   | 3    | USL1  | 28                                                | 9                                                 | 9                                                 | 10                                                | 43                                                | 46                                                | 36                                                | —                                                 | 7e/10                                             | Non qualifié                                      |
| 2020   | 3    | USL1  | Saison annulée pour cause de pandémie de Covid-19 | Saison annulée pour cause de pandémie de Covid-19 | Saison annulée pour cause de pandémie de Covid-19 | Saison annulée pour cause de pandémie de Covid-19 | Saison annulée pour cause de pandémie de Covid-19 | Saison annulée pour cause de pandémie de Covid-19 | Saison annulée pour cause de pandémie de Covid-19 | Saison annulée pour cause de pandémie de Covid-19 | Saison annulée pour cause de pandémie de Covid-19 | Saison annulée pour cause de pandémie de Covid-19 |
| 2021   | 3    | USL1  | 28                                                | 10                                                | 8                                                 | 10                                                | 34                                                | 32                                                | 38                                                | —                                                 | 7e/12                                             | Non qualifié                                      |
| 2022   | 3    | MLSNP | 24                                                | 14                                                | —                                                 | 10                                                | 44                                                | 38                                                | 41                                                | 2e/10                                             | 7e/21                                             | Finale de conférence                              |

## Académie du Toronto FC

Logo de l'académie du Toronto FC.

L'Académie du Toronto FC (anglais : Toronto FC Academy) est le système d'entraînement et du développement des joueurs, dirigé par le Toronto FC et sponsorisé par Kia Motors. Ce système se compose de 6 parties:
- L'équipe de la Premier Development League;
- L'équipe de la League1 Ontario;
- L'équipe de M21, évoluant dans la Ligue de soccer de l'Ontario (Division élite);
- L'équipe de M16, évoluant dans l'Ontario Youth Soccer League;
- Les équipes de M13, de M14 et de M15, évoluant dans l’Ontario Professional Development League;
- Les équipes de M10 et de M12, évoluant dans la York Region Soccer Association High Performance League.

Toutes ces équipes sont masculines.

### Couleurs et parrainage
Les couleurs officielles de l'équipe incluent le rouge comme couleur principale, avec le noir, le gris, le gris foncé et le blanc comme couleurs secondaires.
L'uniforme principal (maillot, short et chaussettes) est rouge avec des bandes horizontales alternant des tons plus clairs et plus foncés, des manches noires avec une garniture rouge, et une bande verticale noire sous chaque manche s'étendant sur toute la longueur du maillot. L'uniforme secondaire comprend des maillots blancs avec une large bande horizontale rouge sous une bande bleue plus petite traversant la poitrine avec une garniture bleue et rouge, des chaussettes blanches avec une garniture bleue, et avec soit des shorts rouges soit bleus (le choix étant sujet à l'uniforme de l'adversaire). Au cours de ses trois premières saisons, les couleurs secondaires de l'uniforme du Toronto FC étaient le gris clair et le gris foncé. Au cours des quatre saisons suivantes, l'équipe portait des uniformes secondaires blancs, tandis qu'en 2014, les uniformes secondaires ont été changés en onyx. Comme pour toutes les équipes de la MLS, les uniformes sont produits par Adidas. En 2013 et 2014, une feuille d'érable en impression ombre était présente sur les maillots principaux du Toronto FC,.
Depuis sa formation en 2007, l'équipe est parrainée par la Bank of Montreal (BMO). Le parrainage valait entre 1 et 1,5 million de dollars par saison, mais en 2010, un nouveau contrat de cinq ans d'une valeur de 4 millions de dollars par saison a été signé. En février 2016, il a été annoncé que BMO avait prolongé son accord de parrainage pour une durée supplémentaire de dix ans.
| 2007–08 | 2009–10 | 2011–12 | 2013–14 | 2015–16 | 2017–18 | 2019–20 | 2021–22 | 2023– |

| 2007–08 | 2009–10 | 2010–11 | 2012–13 | 2014–15 | 2018–19 | 2020–21 | 2022–2023 | 2024– |